# Grégoire Massengo
Grégoire Massengo est un sculpteur africain qui a eu une influence considérable à partir des années 1950 jusqu'à son décès en 1978. Il est avec son cousin Benoit Konongo le plus connu des représentants de l'école de Muta Mayola, un mouvement artistique qui est né vers 1930 à la périphérie de Brazzaville. 

## Biographie
Né vers 1910 à Taba dans le district de Kinkala, Grégoire Massengo est initié à la taille du bois par son oncle maternel Muta Mayola, un sculpteur téké traditionnel devenu célèbre en travaillant à la commande autant pour les chefs de villages que pour les colons. 
Il commence à exposer à Brazzaville en 1940 en compagnie de son jeune cousin Benoit Konongo. Konongo est repéré par l'architecte Roger Errel, qui lui fait intégrer les Arts Appliqués de Brazzaville. Lorsque son oncle Muta Mayola quitte le village de Kingoma en 1945 pour aller décorer la demeure de l'assureur Charles Lejeune sur la Corniche de N'Galiema à Léopoldville, de l'autre côté du fleuve Congo, Massengo reprend son atelier. 
A la fin des années 1940, le représentant des autorités coloniales l'engage pour sculpter sa demeure de Kinkala, chef-lieu de la région du Pool. Ce travail valu au sculpteur une telle renommée dans la région de Brazzaville que la population locale rebaptisa alors son village de Kingoma en Massengo. 
À partir de là, Massengo travailla sans discontinuer jusqu'à la fin de ses jours, entouré de nombreux élèves et assistants. Il contribua beaucoup à moderniser la sculpture traditionnelle et à l'enrichir de nouveaux thèmes. Ses œuvres les plus fameuses sont des bustes imposants taillés dans le bois de wengé, un bois précieux dont il utilisait à merveille les zébrures et les nuances. On lui doit aussi un certain nombre de têtes géantes qui peuvent dépasser un mètre vingt, ainsi qu'une grande variété de sujets et de monuments. A la fois artiste et artisan, il produisit également un grand nombre de cendriers anthropomorphes, des pipes traditionnelles, des coupes, des plats, des fauteuils à palabre et du mobilier. À partir des années 1960 il transforma son atelier en école et forma un nombre considérable d'élèves à la taille du bois. 

## Le buste de la reine Ngalifourou
Sa sculpture la plus célèbre au Congo est certainement le buste de la reine Ngalifourou, qui fut érigé lors de ses funérailles et est encore en possession de la famille royale Téké. 

## Distinctions et récompenses
- Premier prix à l'exposition agricole et artisanale de la Commune de Brazzaville le 6 octobre 1948
- Grand prix de la foire exposition de Brazzaville le 27 août 1953
- Premier prix de la sculpture à la huitième exposition de travail tenue à Paris en 1953
- Lauréat des métiers d'Outre Mer de Paris 1955
- Chevalier de l'ordre du dévouement congolais en 1962
- Diplômes d'honneur aux expositions nationales de Brazzaville en 1965 et 1973

## Expositions internationales
Présent aux grands rendez-vous internationaux, Grégoire Massengo représente la République Populaire du Congo aux festivals des Arts Négro-Africains de Dakar en 1966 et de Lagos en 1977. 

## Postérité et références dans la culture populaire
Grégoire Massengo est le père de dix-sept enfants. Plusieurs sont devenus sculpteurs. De nos jours deux de ses petits-enfants, Brice Massengo et Guinel Massengo sont des sculpteurs reconnus au Congo, qui exposent dans toute l'Afrique et vont représenter leur culture jusqu'en Chine. 
Le sculpteur à fait don d'une partie de ses terres à l'église catholique. La paroisse Saint-Grégoire de Massengo y est aujourd'hui implantée.
Un personnage se nomme Grégoire Massengo dans le roman Les cigognes sont immortelles  de Alain Mabanckou, publié en 2018 par les éditions du Seuil

## Expositions posthumes temporaires
- « L’ébène noire dans la sculpture congolaise » qui s’est tenue à Beijing en 2002
- La dynastie des sculpteurs congolais Massengo est présentée au Centre Culturel Russe de Brazzaville Du 21 au 31 mars 2015
- L’impermanence des choses, organisée par l’équipe du Musée Ethnographique de Neufchâtel en 2017
- Art Premier, balade des mondes, montée par l’association William Blake à l’ancienne sous-préfecture de Nérac en 2020
- « L'Afro-vénézuélien : marronnage et foi » Musée National de Barquisimeto MUBARQ au Venezuela 2021

## Œuvres conservées dans les musées
- Joysetta & Julius Pearse African American Museum of Nassau County, New York. Joueur de tam tam en wengé
- Musée Ethnographique de Neufchâtel, collection de bustes typiques et cendrier
- Musée National de Barquisimeto MUBARQ au Venezuela, deux importants bustes en wengé
- Entrée du palais présidentiel de Brazzaville, le congolais et la congolaise, sculptures en wengé

## Vidéographie
- Histoires africaines I - Sculpteur de bois, reportage d’une durée de 5 min 31 s de Peter Lumfila, Tony Nzolameso et Elysée Odia pour CongoWeb TV[8]
- Dans le chapitre 4 du documentaire de Jonathan Bougard l'école de Muta Mayola, Vincent le phénomène de Katmandou, le protagoniste rencontre le peintre Vincent Greby qui lui propose un grand masque en wengé signé Grégoire Massengo[9].

## Galerie

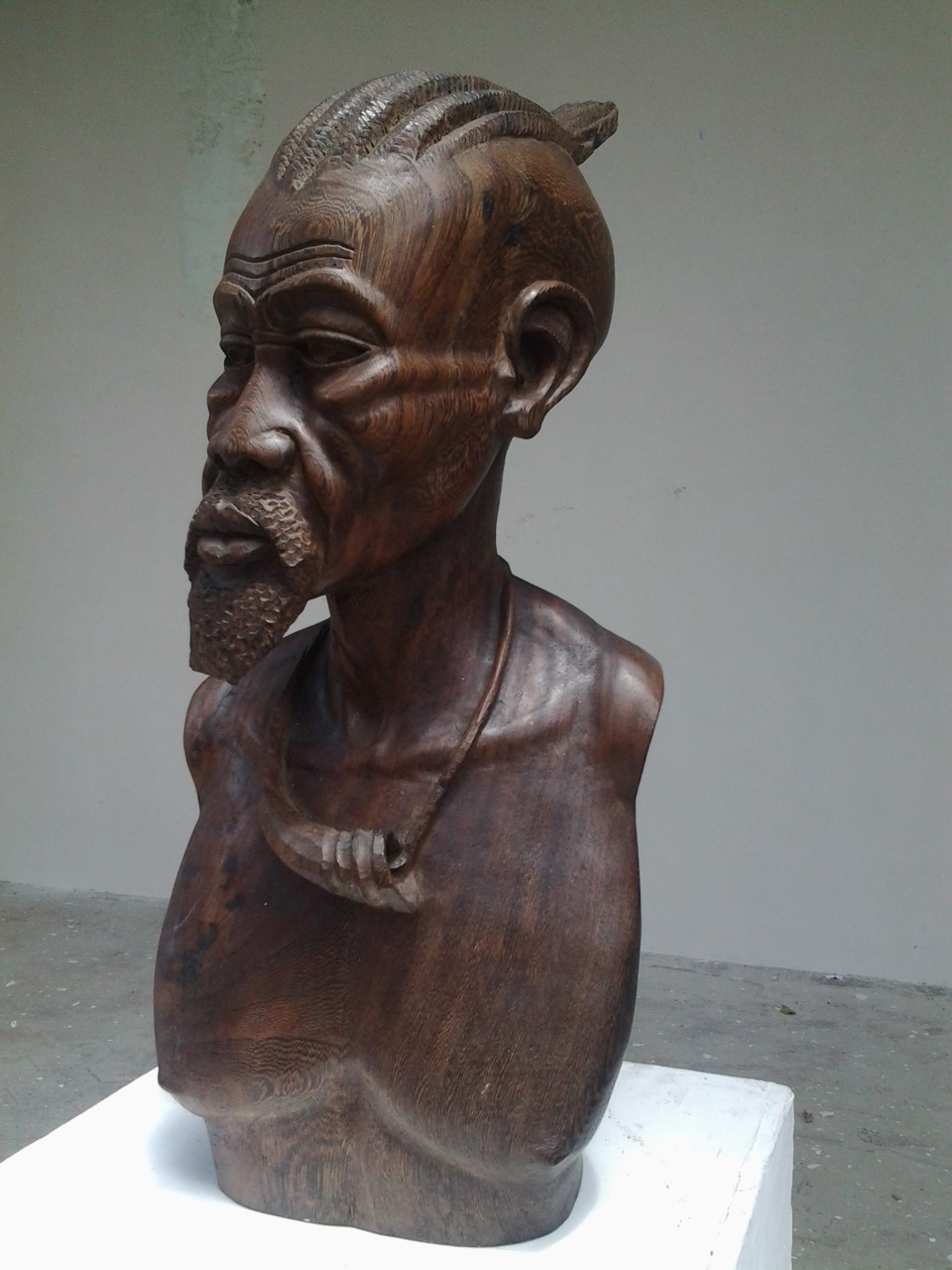
Grégoire Massengo buste d'homme congolais en Wengué. 61,5x25,5x29 cms. Museo de Barquisimeto MUBARQ Vénézuela

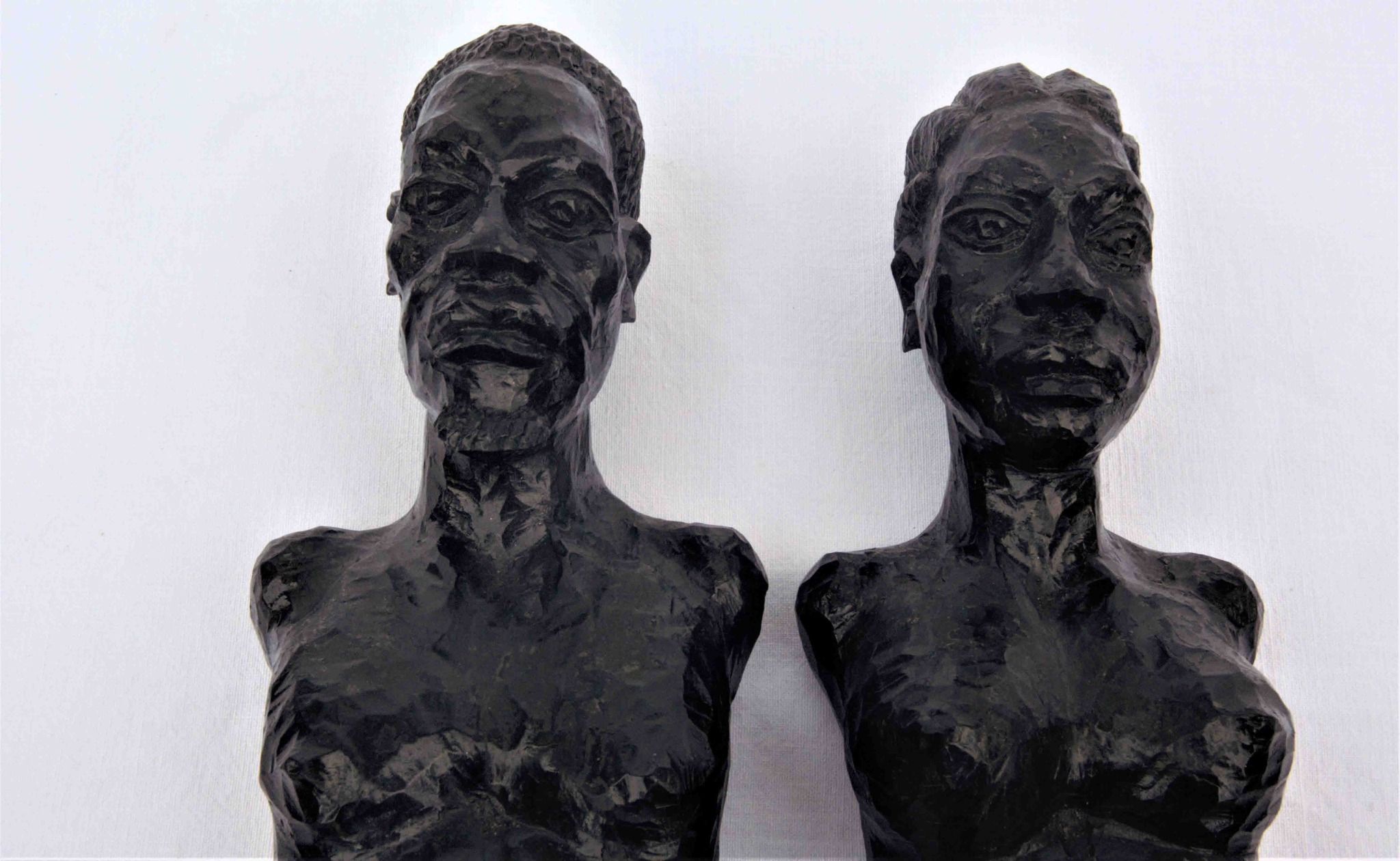
Grégoire Massengo, paire de bustes en ébène noire

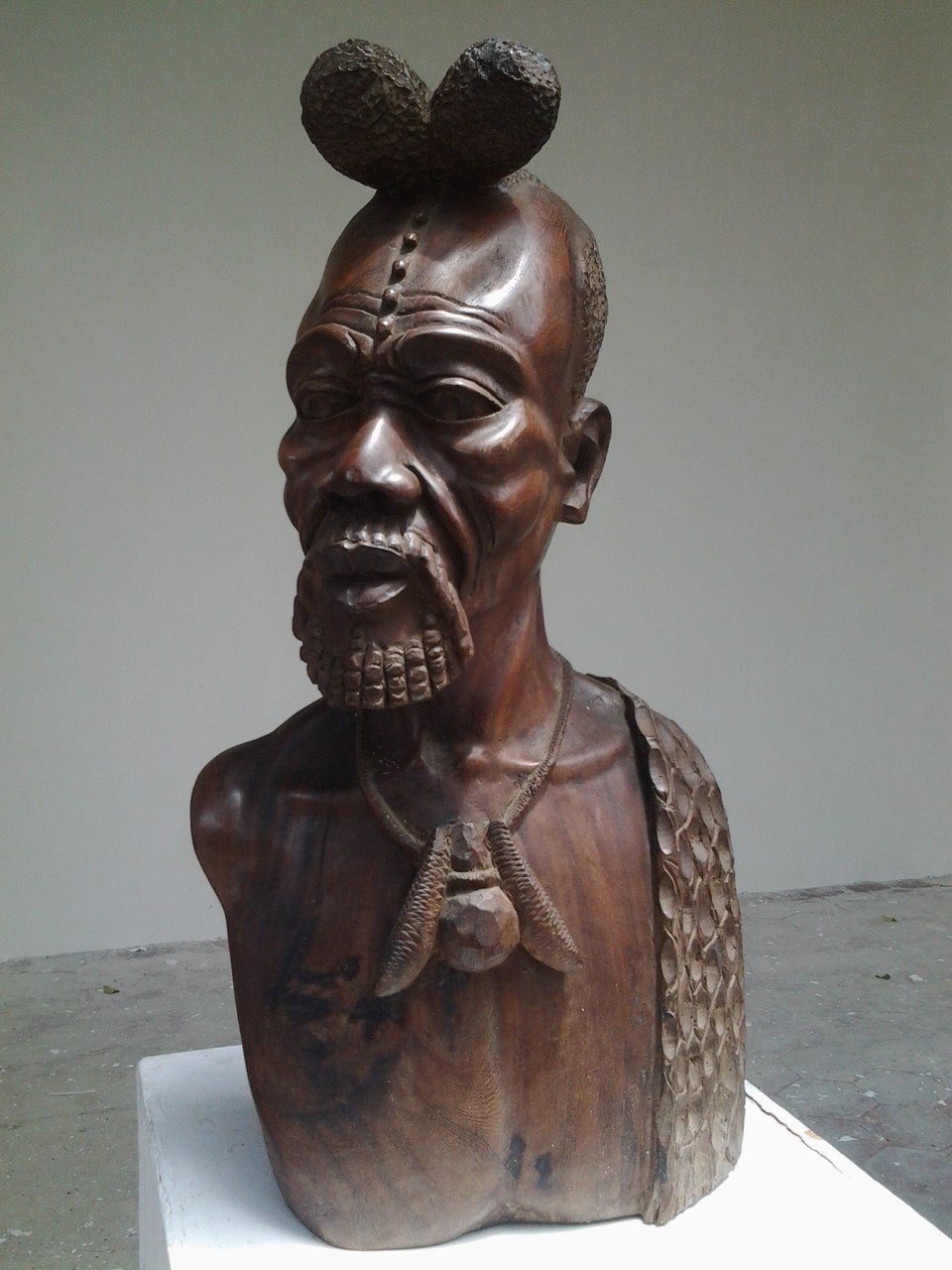
Gregoire Massengo. Congo. 1910-1978. Buste d'homme congolais en wengué. 61,5x25,5x29 cms. Museo de Barquisimeto MUBARQ Vénézuela